# Стратагема
Стратеге́ма (дав.-гр. στρατήγημα — «військова хитрість») — певна ідея, абстракція стратегії поведінки, що має призвести до успіху. Хоч початково стратагеми розроблялися як військові хитрощі, але внаслідок абстрактності та загальності їх можна використовувати в більшості сфер життя, хоч звісно конкретні кроки для їх реалізації будуть різні.
Наприклад здавна відомим тактичним прийомом є так звана «коса атака», коли один з ворожих флангів атакується переважаючими силами, в той час як більша частина війська лише стримує ворога. Подібний тактичний прийом можна сформулювати в абстрактну ідею, стратагему — якщо не переважаєш ворога в усьому, то слід переважати (створити перевагу) хоч би в чомусь (на певній ділянці).

## Історія

### Китай
З давніх часів велику увагу приділяли стратагемам в Давньому Китаї. Знаменитий військовий теоретик Сунь Цзи в своїх творах пише не про військову конкретику на зразок тактики колісниць, а про стратагеми та загальні принципи управління, які можна використовувати не лише в армії, але й в інших сферах.